# Progomphus amarillus
La libélula de arena de San Luis (Progomphus amarillus) es una libélula de la familia de las libélulas topo (Gomphidae). Es endémica de México y solo se ha encontrado en la Huasteca Potosina. Fue descrita en el año 1992 por K. J. Tennessen1.

## Clasificación y descripción
El género Progomphus comprende 67 especies distribuidas desde el sur de Canadá hasta el norte de Argentina y Chile, se diferencian por caracteres en la venación y algunos caracteres sexuales2. No se conoce nada de esta especie, excepto de los dos ejemplares tipo a partir de la cual fue descrita. Se puede confundir con P. mexicanus de la que se distingue por diferencias en la coloración presdominantemente amarilla y por la forma de los parapróctos, siendo más elongados en P. amarillus1.

## Distribución
Endémica de San Luis Potosí, en México1.

## Hábitat
Solo se conoce de la localidad tipo, en un río de montaña en bosque de coníferas1.

## Estado de conservación
Dentro de la lista roja de la IUCN, se considera que los datos son insuficientes para colocarlo en alguna categoría de riesgo3.